# 힐튼 호텔 & 리조트

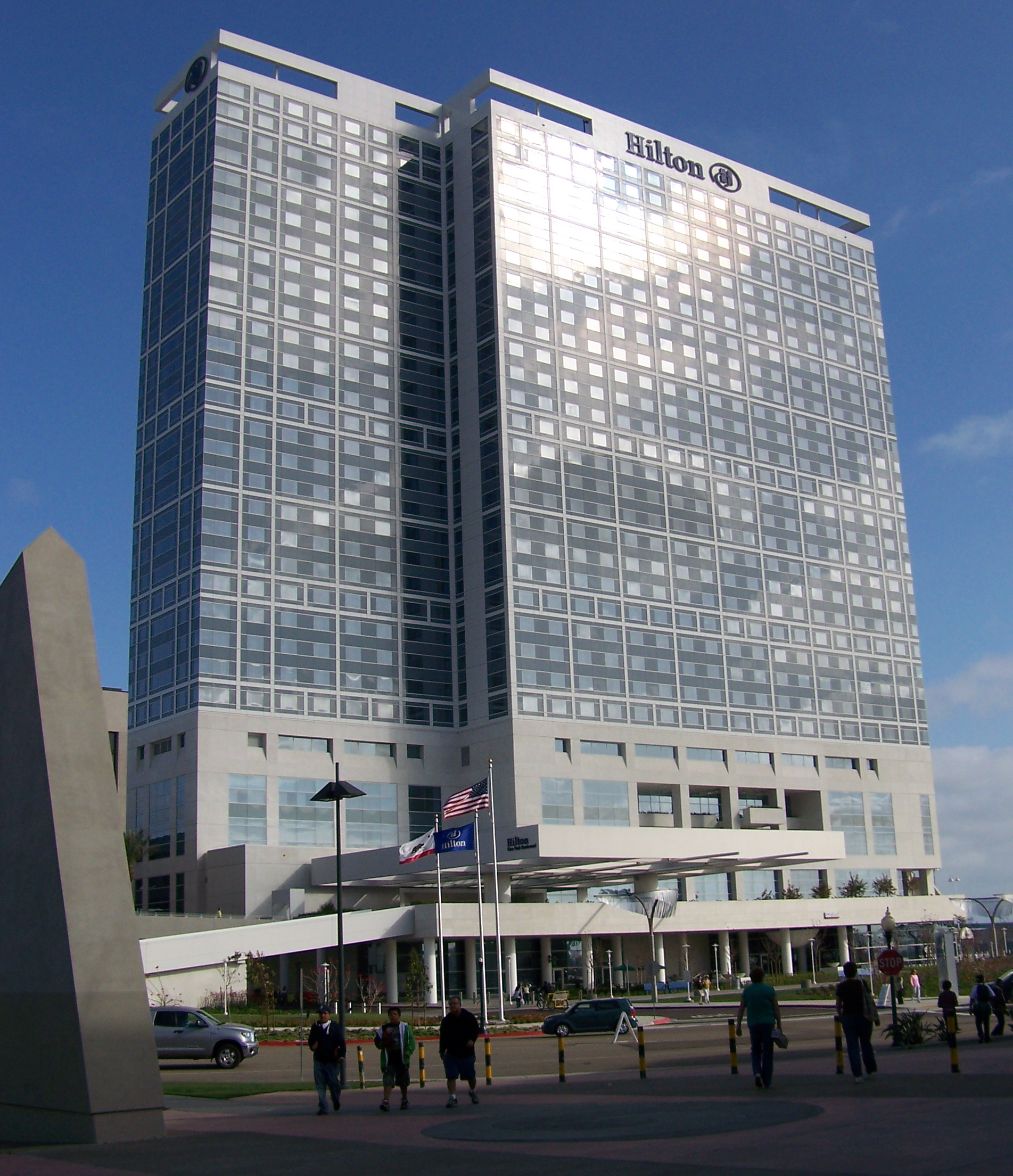
샌디에고에 있는 힐튼 컨밴션 센터 호텔

힐튼 호텔 & 리조트(Hilton Hotels & Resorts)는 1919년에 콘래드 힐튼이 세운 미국의 호텔 기업으로, 모회사는 힐튼 월드와이드이다. 2016년 힐튼 월드와이드의 호텔은 전세계 100개국에 4600개가 넘는 호텔 지점을 두고 있으며 여러 항공사 및 차량 임대 업체와 제휴를 맺고 있다. 1919년 콘래드 힐튼이 텍사스주에서 첫 호텔을 인수하여 영업했으며, 1925년에 댈러스에서 처음으로 힐튼이란 이름을 사용했다. 1954년에 스태틀러 호텔을 인수하면서, 동종 업계에서 세계에서 가장 큰 기업이 되었다.
미국 내 체인점은 '비스타 인터내셔널 호텔', 미국 외 체인점은 '콘래드 호텔'이라는 상호를 사용하였었다
그러나 현재에는 비스타 인터내셔널의 브랜드는 없어졌고 힐튼 월드와이드의 10개 넘는 브랜드가 있으며 콘래드 호텔 브랜드는 힐튼그룹 호텔 브랜드 중 럭셔리급 브랜드로 사용되고 있다.
국애에는 부산 힐튼 등 6개의 힐튼 호텔과 리조트가 있다

## 같이 보기
- 하얏트
- 쉐라톤 호텔 앤드 리조트
- 메리어트 인터내셔널